# Campeonato Europeo de Curling Masculino de 2018
El XLIV Campeonato Europeo de Curling Masculino se celebró en Tallin (Estonia) entre el 16 y el 24 de noviembre de 2018 bajo la organización de la Federación Mundial de Curling (WCF) y la Federación Estonia de Curling.
Las competiciones se realizaron en el Estadio de Hielo Tondiraba de la ciudad estonia.

## Tabla de posiciones
| Pos | Equipo       | G | P | G–P |
| --- | ------------ | - | - | --- |
| 1   | Suecia       | 9 | 0 | –   |
| 2   | Escocia      | 7 | 2 | –   |
| 3   | Italia       | 6 | 3 | –   |
| 4   | Alemania     | 5 | 4 | 1–1 |
| 5   | Noruega      | 5 | 4 | 1–1 |
| 6   | Suiza        | 5 | 4 | 1–1 |
| 7   | Rusia        | 3 | 6 | –   |
| 8   | Países Bajos | 2 | 7 | 1–0 |
| 9   | Finlandia    | 2 | 7 | 0–1 |
| 10  | Polonia      | 1 | 8 | –   |

## Cuadro final
|  | Semifinales | Semifinales |   |          | Final        | Final |  |
|  |             |             |   |          |              |       |  |
|  |             |             |   |          |              |       |  |
|  | Suecia      | 6           |   |          |              |       |  |
|  | Alemania    | 3           |   |          |              |       |  |
|  |             |             |   |          |              |       |  |
|  |             |             |   |          |              |       |  |
|  |             |             |   |          | Suecia       | 5     |  |
|  |             | Escocia     | 9 |          |              |       |  |
|  |             |             |   |          |              |       |  |
|  |             |             |   |          |              |       |  |
|  |             |             |   |          | Tercer lugar |       |  |
|  |             |             |   |          |              |       |  |
|  | Escocia     | 9           |   | Alemania | 6            |       |  |
|  | Italia      | 6           |   |          | Italia       | 8     |  |

## Medallistas
| Evento | Oro                                                                      | Plata                                                                                          | Bronce                                                                                  |
| ------ | ------------------------------------------------------------------------ | ---------------------------------------------------------------------------------------------- | --------------------------------------------------------------------------------------- |
| Equipo | Escocia Bruce Mouat Grant Hardie Robert Lammie Hammy McMillan Ross Whyte | Suecia · Niklas Edin · Oskar Eriksson · Rasmus Wranå · Christoffer Sundgren · Daniel Magnusson | Italia · Joël Retornaz · Amos Mosaner · Sebastiano Arman · Simone Gonin · Fabio Ribotta |